# 栋纳克
栋纳克（法語：Dompnac，法語發音：[dɔ̃nak]）是法国阿尔代什省的一个市镇，属于拉让蒂耶尔区。该市镇2009年时的人口为62人。

## 人口
栋纳克人口变化图示
| 数据来源：INSEE |